# Playoffs BAA 1947
Navigation
Playoffs 1948
Les playoffs BAA 1947 sont les playoffs de la saison BAA 1946-1947 en basket-ball aux États-Unis. Ils se terminent sur la victoire des Warriors de Philadelphie, face aux Stags de Chicago, 4 matchs à 1 lors des finales BAA.

## Fonctionnement
Les trois meilleures équipes de chaque division sont invitées à participer aux playoffs. Il s'agit, à l'Est, des Capitols de Washington, des Warriors de Philadelphie et des Knickerbockers de New York. À l'Ouest sont qualifiés les Stags de Chicago, les Bombers de Saint-Louis et les Rebels de Cleveland.
Les deux champions de divisions (Washington et Chicago) disputent une série au meilleur des sept matchs. Le gagnant de cette série (Chicago) est qualifié pour les finales BAA.
Les quatre autres franchises disputent deux tours au meilleur des 3 matchs pour désigner l'équipe qui disputera les finales BAA . Le deuxième de l'Est (Philadelphia) rencontre le deuxième de l'Ouest (St. Louis), et le troisième de l'Est (New York) affronte le troisième de l'Ouest (Cleveland). Les deux gagnants (Philadelphia et New York) jouent pour la place en finale.

## Effectifs
Note : l'âge donné est celui des joueurs le premier jour des playoffs, c'est-à-dire le 2 avril 1947.

## Classement en saison régulière
| Champion de division | Qualifié pour les playoffs | Éliminé des playoffs |

| Division Est               | V  | D  | PCT    | GB |
| -------------------------- | -- | -- | ------ | -- |
| Capitols de Washington     | 49 | 11 | 81,7 % | -  |
| Warriors de Philadelphie   | 35 | 25 | 58,3 % | 14 |
| Knicks de New York         | 33 | 27 | 55,0 % | 16 |
| Steamrollers de Providence | 28 | 32 | 46,7 % | 21 |
| Huskies de Toronto         | 22 | 38 | 36,7 % | 27 |
| Celtics de Boston          | 22 | 38 | 36,7 % | 27 |

| Division Ouest        | V  | D  | PCT    | GB   |
| --------------------- | -- | -- | ------ | ---- |
| Stags de Chicago      | 39 | 22 | 63,9 % | -    |
| St. Louis Bombers     | 38 | 23 | 62,3 % | 01.0 |
| Rebels de Cleveland   | 30 | 30 | 50,0 % | 09.0 |
| Falcons de Detroit    | 20 | 40 | 33,3 % | 19.0 |
| Ironmen de Pittsburgh | 15 | 45 | 25,0 % | 24.0 |

## Tableau
|  | Quarts de finale | Quarts de finale         | Quarts de finale |                        |    | Demi-finales             | Demi-finales | Demi-finales |  |  | Finale BAA | Finale BAA               | Finale BAA |
|  |                  |                          |                  |                        |    |                          |              |              |  |  |            |                          |            |
|  | E2               | Warriors de Philadelphie | 2                |                        |    |                          |              |              |  |  |            |                          |            |
|  | O2               | Bombers de Saint-Louis   | 1                |                        |    |                          |              |              |  |  |            |                          |            |
|  | O2               | Bombers de Saint-Louis   | 1                |                        | E2 | Warriors de Philadelphie | 2            |              |  |  |            |                          |            |
|  |                  |                          |                  |                        | E2 | Warriors de Philadelphie | 2            |              |  |  |            |                          |            |
|  |                  |                          | E3               | Knicks de New York     | 0  |                          |              |              |  |  |            |                          |            |
|  | E3               | Knicks de New York       | E3               | Knicks de New York     | 0  | 2                        |              |              |  |  |            |                          |            |
|  | E3               | Knicks de New York       |                  |                        |    | 2                        |              |              |  |  |            |                          |            |
|  | O3               | Rebels de Cleveland      | 1                |                        |    |                          |              |              |  |  |            |                          |            |
|  |                  |                          |                  |                        |    |                          |              |              |  |  | E2         | Warriors de Philadelphie | 4          |
|  |                  |                          | O1               | Stags de Chicago       | 1  |                          |              |              |  |  |            |                          |            |
|  |                  |                          |                  |                        |    |                          |              |              |  |  |            |                          |            |
|  |                  |                          |                  |                        |    |                          |              |              |  |  |            |                          |            |
|  |                  | O1                       | Stags de Chicago | 4                      |    |                          |              |              |  |  |            |                          |            |
|  |                  |                          |                  | 4                      |    |                          |              |              |  |  |            |                          |            |
|  |                  |                          | E1               | Capitols de Washington | 2  |                          |              |              |  |  |            |                          |            |
|  |                  |                          | E1               | Capitols de Washington | 2  |                          |              |              |  |  |            |                          |            |
|  |                  |                          |                  |                        |    |                          |              |              |  |  |            |                          |            |

## Scores

### Quarts de finale

#### Warriors de Philadelphie–Bombers de Saint-Louis
| mercredi 2 avril 1947 |                         | Warriors de Philadelphie | 73-68              | Bombers de Saint-Louis |  | Philadelphia Arena Affluence : 8 273 |
| mercredi 2 avril 1947 | Musi 19                 | Points                   | Logan et Munroe 16 |                        |  | Philadelphia Arena Affluence : 8 273 |
| mercredi 2 avril 1947 | Philadelphie mène 1 à 0 |                          |                    |                        |  | Philadelphia Arena Affluence : 8 273 |

| samedi 5 avril 1947 |                                                    | Bombers de Saint-Louis | 73-51   | Warriors de Philadelphie |  | St. Louis Arena |
| samedi 5 avril 1947 | Score par quart-temps : 19-12, 19-15, 17-13, 18-11 |                        |         |                          |  | St. Louis Arena |
| samedi 5 avril 1947 | Smawley 17                                         | Points                 | Musi 12 |                          |  | St. Louis Arena |
| samedi 5 avril 1947 | Égalité 1-1                                        |                        |         |                          |  | St. Louis Arena |

| dimanche 6 avril 1947 |                              | Bombers de Saint-Louis | 59-75    | Warriors de Philadelphie |  | St. Louis Arena |
| dimanche 6 avril 1947 | Smawley 21                   | Points                 | Fulks 24 |                          |  | St. Louis Arena |
| dimanche 6 avril 1947 | Philadelphie l'emporte 2 à 1 |                        |          |                          |  | St. Louis Arena |

#### Knicks de New York–Rebels de Cleveland
| mercredi 2 avril 1947 |                      | Rebels de Cleveland | 77-51     | Knicks de New York |  | Cleveland Arena |
| mercredi 2 avril 1947 | Sadowski 24          | Points              | Knorek 10 |                    |  | Cleveland Arena |
| mercredi 2 avril 1947 | Cleveland mène 1 à 0 |                     |           |                    |  | Cleveland Arena |

| samedi 5 avril 1947 |             | Knicks de New York | 86-74       | Rebels de Cleveland |  | Madison Square Garden Affluence : 10 321 |
| samedi 5 avril 1947 | Stutz 30    | Points             | Sadowski 26 |                     |  | Madison Square Garden Affluence : 10 321 |
| samedi 5 avril 1947 | Égalité 1-1 |                    |             |                     |  | Madison Square Garden Affluence : 10 321 |

| mercredi 9 avril 1947 |                          | Knicks de New York | 91-73       | Rebels de Cleveland |  | Madison Square Garden Affluence : 5 124 |
| mercredi 9 avril 1947 | Palmer 26                | Points             | Sadowski 21 |                     |  | Madison Square Garden Affluence : 5 124 |
| mercredi 9 avril 1947 | New York l'emporte 2 à 1 |                    |             |                     |  | Madison Square Garden Affluence : 5 124 |

### Demi-finales

#### Stags de Chicago-Capitols de Washington
| mercredi 2 avril 1947 |                                                    | Capitols de Washington | 65-81    | Stags de Chicago |  | Uline Arena |
| mercredi 2 avril 1947 | Score par quart-temps : 17-15, 16-20, 13-26, 19-20 |                        |          |                  |  | Uline Arena |
| mercredi 2 avril 1947 | Feerick et Scolari 13                              | Points                 | Jaros 29 |                  |  | Uline Arena |
| mercredi 2 avril 1947 | Chicago mène 1 à 0                                 |                        |          |                  |  | Uline Arena |

| jeudi 3 avril 1947 |                                                    | Capitols de Washington | 53-69               | Stags de Chicago |  | Uline Arena |
| jeudi 3 avril 1947 | Score par quart-temps : 10-19, 18-17, 15-14, 10-19 |                        |                     |                  |  | Uline Arena |
| jeudi 3 avril 1947 | Feerick 19                                         | Points                 | Carlson et Jaros 14 |                  |  | Uline Arena |
| jeudi 3 avril 1947 | Chicago mène 2 à 0                                 |                        |                     |                  |  | Uline Arena |

| mardi 8 avril 1947 |                                                    | Stags de Chicago | 67-55      | Capitols de Washington |  | Chicago Stadium |
| mardi 8 avril 1947 | Score par quart-temps : 19-12, 13-19, 24-14, 11-10 |                  |            |                        |  | Chicago Stadium |
| mardi 8 avril 1947 | Carlson 22                                         | Points           | Feerick 16 |                        |  | Chicago Stadium |
| mardi 8 avril 1947 | Chicago mène 3 à 0                                 |                  |            |                        |  | Chicago Stadium |

| jeudi 10 avril 1947 |                                                   | Capitols de Washington | 76-69                   | Stags de Chicago |  | Uline Arena |
| jeudi 10 avril 1947 | Score par quart-temps : 13-8, 16-16, 23-19, 24-26 |                        |                         |                  |  | Uline Arena |
| jeudi 10 avril 1947 | Mahnken 18                                        | Points                 | Carlson et Zaslofsky 21 |                  |  | Uline Arena |
| jeudi 10 avril 1947 | Chicago mène 3 à 1                                |                        |                         |                  |  | Uline Arena |

| samedi 12 avril 1947 |                                                    | Stags de Chicago | 55-67      | Capitols de Washington |  | Chicago Stadium |
| samedi 12 avril 1947 | Score par quart-temps : 12-11, 16-16, 14-17, 13-23 |                  |            |                        |  | Chicago Stadium |
| samedi 12 avril 1947 | Zaslofsky 20                                       | Points           | Feerick 18 |                        |  | Chicago Stadium |
| samedi 12 avril 1947 | Chicago mène 3 à 2                                 |                  |            |                        |  | Chicago Stadium |

| dimanche 13 avril 1947 |                                                    | Stags de Chicago | 66-61      | Capitols de Washington |  | Chicago Stadium |
| dimanche 13 avril 1947 | Score par quart-temps : 20-10, 10-19, 22-19, 14-13 |                  |            |                        |  | Chicago Stadium |
| dimanche 13 avril 1947 | Halbert 25                                         | Points           | Scolari 25 |                        |  | Chicago Stadium |
| dimanche 13 avril 1947 | Chicago l'emporte 4 à 2                            |                  |            |                        |  | Chicago Stadium |

#### Warriors de Philadelphie-Knicks de New York
| samedi 12 avril 1947 |                         | Warriors de Philadelphie | 82-70     | Knicks de New York |  | Philadelphia Arena |
| samedi 12 avril 1947 | Fulks 24                | Points                   | Knorek 20 |                    |  | Philadelphia Arena |
| samedi 12 avril 1947 | Philadelphie mène 1 à 0 |                          |           |                    |  | Philadelphia Arena |

| lundi 14 avril 1947 |                              | Knicks de New York | 53-72    | Warriors de Philadelphie |  | Madison Square Garden Affluence : 4 607 |
| lundi 14 avril 1947 | Byrnes 11                    | Points             | Fulks 16 |                          |  | Madison Square Garden Affluence : 4 607 |
| lundi 14 avril 1947 | Philadelphie l'emporte 2 à 0 |                    |          |                          |  | Madison Square Garden Affluence : 4 607 |

### Finales BAA
- Warriors de Philadelphie - Stags de Chicago 4-1
  - 16 avril : Chicago @ Philadelphia 71-84
  - 17 avril : Chicago @ Philadelphia 74-85
  - 19 avril : Philadelphia @ Chicago 75-72
  - 20 avril : Philadelphia @ Chicago 73-74
  - 22 avril : Chicago @ Philadelphia 80-83

## Leaders statistiques
En playoffs, les minima pour être repris dans les classements par moyennes sont les suivants :
- Points : 100
- Assits : 25 (en 1947, personne n'ayant atteint ce minimum, il n'y a pas de classement de meilleur passeur)
- Pourcentage aux tirs : 20 tirs réussis
- Pourcentage aux lancers francs : 10 lancers francs réussis

| Catégorie            | Joueur      | Franchise                | Stat |
| -------------------- | ----------- | ------------------------ | ---- |
| Points par match     | Joe Fulks   | Warriors de Philadelphie | 22,2 |
| % aux tirs           | Ed Sadowski | Rebels de Cleveland      | 39,3 |
| % aux lancers francs | Stan Stutz  | Knicks de New York       | 87,5 |